# Svetlana Tihanovskaia
Svetlana Gheorghievna Tihanovskaia (în belarusă Святлана Георгіеўна Ціханоўская, cu alfabet Łacinka: Sviatlana Heorhieǔna Cihanoǔskaja, în rusă Светла́на Гео́ргиевна Тихано́вская), născută Pilipciuk, (în belarusă Піліпчук, în rusă Пилипчук; n. 11 septembrie 1982, Mikaševičy⁠(d), RSS Bielorusă, URSS) este o activistă din Belarus și candidată la alegerile prezidențiale din această țară din 2020.

## Biografie
Înainte de a deveni candidată la președinție, Tihanovskaia a fost profesoară și traducătoare. Este căsătorită cu creatorul de conținut pe YouTube, bloggerul și activistul Serghei Tihanovski.

## Campania pentru alegerile prezidențiale din 2020
După arestarea soțului ei la 29 mai, Tihanovskaia și-a anunțat intenția de a candida în locul său. Ea a fost înregistrată drept candidat independent la 14 iulie 2020. După înscrierea sa, a primit sprijinul echipelor de campanie ale lui Valery Tsepkalo și Viktar Babaryka, doi politicieni importanți de opoziție, cărora li s-a interzis să se înscrie în cursă. O fotografie în care apar Tihanovskaia, Maria Kolesnikova, șefa de campanie a lui Babaryka și Veronika Tsepkalo, soția lui Valery Tsepkalo, a devenit un simbol al campaniei sale.
În iunie, ea a lansat un videoclip în care spunea că a fost amenințată că va fi arestată și că i se vor lua copiii dacă va continua campania. De atunci și-a trimis copiii în străinătate să locuiască alături de bunică pentru siguranța lor.
La 6 august 2020, șefa echipei de campanie a Svetlanei Tihanovskaia, Maria Moroz, a fost reținută de poliție, motivul arestării nefiind cunoscut.

### Solidaritatea feminină
Înainte de campania prezidențială, președintele bielorus Alexander Lukașenko a spus că țara nu este pregătită pentru o femeie președinte. Campania ei vine în condițiile în care Amnesty International a condamnat tratamentul discriminatoriu al țării asupra femeilor activiste de opoziție, invocând amenințări cu violență sexuală și luarea în îngrijire a copiilor lor.

### Platforma
Tihanovskaia a spus că va candida pentru președinție din dragoste, pentru a-și elibera soțul de la închisoare. De asemenea, ea a declarat că obiectivul său principal este să stabilească alegeri libere și corecte. Ea consideră că alegerile actuale sunt nelegitime din cauza refuzului guvernului de a înscrie în cursă principalii adversari politici ai lui Lukașenko. Ea s-a angajat să prezinte un plan pentru organizarea unor alegeri transparente în termen de șase luni de la preluarea funcției.

### Susținători
Deși candidează ca independent, Tihanovskaia a atras sprijin din tot spectrul opoziției politice din Belarus. Vital Rymašeŭski, co-lider al Democrației Creștine Bieloruse, a anunțat sprijinul partidului său, la fel ca și Partidul Social Democrat Belarus (Adunarea), Partidul Unității Civice din Belarus și Partidul Femeilor din Belarus „Nadzieja”. Ea a primit, de asemenea, sprijin din partea fostului candidat la președinție la alegerile prezidențiale din 2010, Mikola Statkievici.

## Reacții internaționale
Josep Borrell, ministrul afacerilor externe al UE, a invitat „autoritățile să garanteze exercitarea tuturor drepturilor politice ale candidaților”, cerând „eliberarea imediată a tuturor militanților, activiștilor pentru drepturile omului, bloggerilor și jurnaliștilor încarcerați din motive politice.”

## Alegerile prezidențiale din 2020
Comisia Electorală Centrală din Belarus a anunțat că Alexander Lukașenko a obținut 80,23% din voturi, în timp ce Svetlana Tihanovskaia a obținut 9,9% din voturi. Tihanovskaia nu și-a recunoscut înfrângerea.

### Urmări
În timpul zilei de duminică, Tihanovskaia ar fi ajuns la sediul Comisiei Electorale pentru a depune o plângere în legătură cu rezultatele prezentate, unde se pare că ar fi fost reținută pentru câteva ore. Mai târziu pe rețelele de socializare ar fi apărut o înregistrare în care Tihanovskaia le cere susținătorilor să respecte legea declarație despre care aliații acesteia spun că a fost făcută sub presiunea autorităților. În cele din urmă, Tihanovskaia a părăsit Belarusul ajungând în Lituania, lucru confirmat de ministrul de externe al acestei țări.